# 城東電気軌道1形電車
城東電気軌道1形電車(じょうとうでんききどう1がたでんしゃ)は、1923年（大正12年）に製造された城東電気軌道の路面電車車両。
城東電気軌道が東京市に買収されたことで、東京市電(のちの東京都電車(都電) )に編入され、1形（都電としては3代目）となった。

## 概要
1923年（大正12年）に製造された木造単車である。